# Stojan Balov
Stojan Dimitrov Balov (in bulgaro Стоян Димитров Балов?; Čavdar, 24 maggio 1960) è un ex lottatore bulgaro, specializzato nella lotta greco-romana.

## Palmarès
- Giochi olimpici

Seul 1988: argento nei pesi piuma;